# Huset vid Plommonån
Huset vid Plommonån (originaltitel: On the Banks of Plum Creek) är den fjärde delen i bokserien Lilla huset på prärien, av Laura Ingalls Wilder. Den kom ut på engelska 1937 och på svenska 1953.

## Handling
Laura Ingalls och hennes familj färdas i sin tältvagn över prärien för att leta efter någonstans att bosätta sig. De slår sig ner i Minnesota där de köper mark vid Plommonåns strand och där bygger pappa Charles ett hus åt dem, med riktiga glasfönster. Laura och Mary får börja i skolan. De hjälper till hemma med hushållet men hinner också med att fiska, bada och leka. 

## Filmatiseringar
Boken filmatiserades som TV-serien Lilla huset på prärien som sändes från 1974. Familjen Ingalls spelas där av Michael Landon, Karen Grassle, Melissa Gilbert, Melissa Sue Anderson och Lindsay Sidney Greenbush.